# Зотови
Зо́тови (рос. Зотовы) — присілок у складі Слободського району Кіровської області, Росія. Входить до складу Стуловського сільського поселення.
Населення становить 122 особи (2010, 115 у 2002).
Національний склад станом на 2002 рік — росіяни 100 %.